# Fahrdienstvorschrift für Nichtbundeseigene Eisenbahnen

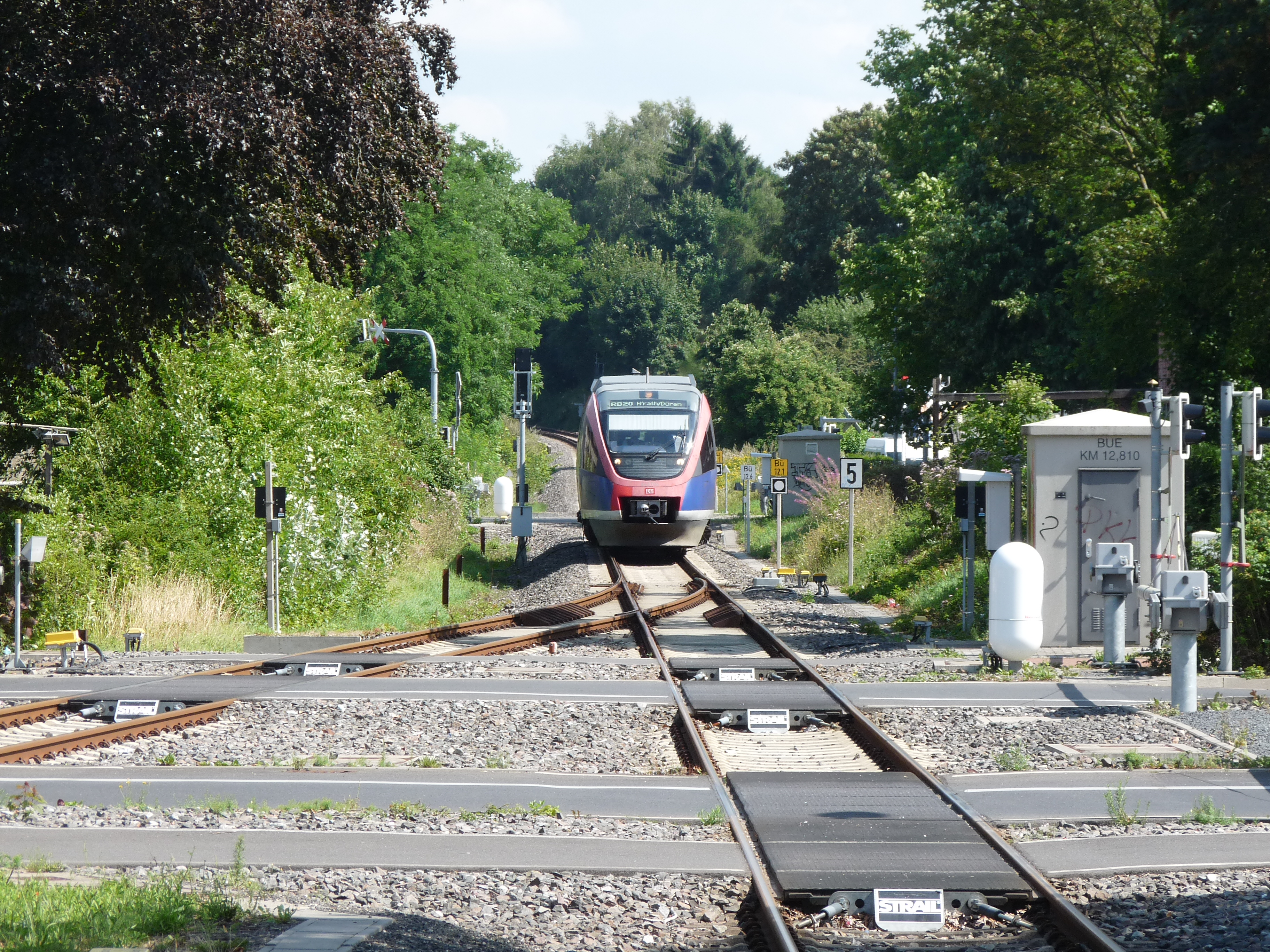
Durch die FV-NE haben private Eisenbahninfrastrukturunternehmen die Möglichkeit, Regeln nach den dort herrschenden örtlichen Verhältnissen zu konkretisieren.

Die Fahrdienstvorschrift für Nichtbundeseigene Eisenbahnen (kurz: FV-NE) ist ein untergesetzliches Regelwerk, das in Deutschland bei privaten Eisenbahninfrastrukturunternehmen Anwendung findet und die Durchführung des Bahnbetriebs auf Infrastrukturen von nichtbundeseigenen Eisenbahninfrastrukturunternehmen regelt. Die vom Verband Deutscher Verkehrsunternehmen herausgegebene und durch Fachausschüsse aufgestellte FV-NE gilt als anerkannte Regel der Technik.
Seit wenigen Jahren findet die Fahrdienstvorschrift für Nichtbundeseigene Eisenbahnen auch vereinzelt auf Strecken der DB InfraGO Anwendung. Unternehmensintern wird sie dort als Richtlinie 438 geführt, inhaltlich ist das Regelwerk zur Ausgabe des Verbands Deutscher Verkehrsunternehmen jedoch identisch.

## Inhalt
Da die Fahrdienstvorschrift für Nichtbundeseigene Eisenbahnen bei allen Eisenbahnunternehmen möglich sein soll, stellt die FV-NE ein grobes Rahmenregelwerk dar. Geschuldet ist dies der Tatsache, dass sich Eisenbahninfrastrukturen auf Nebenbahnen gehäuft in den örtlichen Verhältnissen unterscheiden. Daher sind dem Eisenbahnbetriebsleiter des jeweiligen Eisenbahninfrastrukturunternehmens zur FV-NE zusätzliche Bestimmungen möglich. Da der Eisenbahnbetriebsleiter auch Ausnahmen erlassen kann, richtet sich das Regelwerk nicht nur an Mitarbeiter im Bahnbetrieb, sondern auch an Eisenbahnbetriebsleiter.

## Anwendung
Ob die FV-NE auf der Infrastruktur eines privaten Unternehmens zum Tragen kommt, obliegt dem Eisenbahninfrastrukturunternehmen. Diese Information gibt der Infrastrukturbetreiber in den Schienennetz-Benutzungsbedingungen an.
Die FV-NE wird stets durch eine Sammlung betrieblicher Vorschriften (SbV) ergänzt, welches für auf der Infrastruktur verkehrende Eisenbahnverkehrsunternehmen aufgestellt werden muss. Die Sammlung betrieblicher Vorschriften enthält zusätzliche und ergänzende Regeln zur FV-NE sowie die von dem Eisenbahnbetriebsleiter erlassenen Ausnahmen. Auch die örtlichen Verhältnisse werden in der Sammlung betrieblicher Vorschriften genannt.

## Aufbau und Inhalt
Die FV-NE ist in vier Abschnitte gegliedert. Ergänzt werden diese durch 23 Anlagen sowie vier Anhänge.

### 1. Allgemeines
Im Abschnitt Allgemeines definiert die FV-NE den Anwendungsbereich. Die Vorschrift berücksichtigt dabei sowohl die Betriebsverfahren Zugmeldebetrieb als auch Zugleitbetrieb. Darüber hinaus werden in diesem Abschnitt auch Regelungen für Mitarbeiter im Betriebsdienst getroffen.

### 2. Fahrdienst auf den Betriebsstellen
Dieser Abschnitt regelt demnächst Grundsätzliches für diensthabendes Personal auf Betriebsstellen.

### 3. Zugfahrdienst
Der Abschnitt Zugfahrdienst beschreibt die Zugvorbereitung und Durchführung von Zugfahrten. In Zusammenhang damit steht das Zugpersonal. Gemäß Regelwerk besteht dieses aus dem Triebfahrzeug- als auch Zugbegleitpersonal.

### 4. Rangierdienst
Dieser Abschnitt regelt das Rangieren.

### Anlagen
| Anlagen-Nr. | Beschreibung |
| ----------- | --- |
| 1           | Besondere Bestimmungen für den Betrieb auf elektrifizierter Infrastruktur                                              |
| 2           | Darstellung von Zugleitstrecken                                                                                        |
| 3           | Muster für den Buchfahrplan bei Zugmelde-/Zugleitbetrieb                                                               |
| 4           | Streckenfahrplan |
| 5           | Zugmeldebuch |
| 6           | Anleitung zur Führung des Belegblattes                                                                                 |
| 7           | Meldebuch für den Zugleiter                                                                                            |
| 8           | Meldebuch für Zuglaufmeldungen                                                                                         |
| 9           | Richtlinien für den Funksprechverkehr                                                                                  |
| 10          | Befehlsvordruck |
| 11          | ZLB-Befehl |
| 12          | Richtlinien für das Fahren im Sichtabstand                                                                             |
| 13          | Richtlinien für den Dienst der Schrankenwärter und Bahnübergangsposten                                                 |
| 14          | Richtlinien für den Dienst der Streckenwärter und Rottenaufsichtsbediensteten                                          |
| 15          | Richtlinie zur Verhütung von Betriebsgefährdungen durch Fahrzeugschäden                                                |
| 16          | Bedienung von mechanisch ortsgestellten Weichen und Gleissperren, elektrisch ortsgestellte Weichen und Rückfallweichen |
| 17          | Bestimmungen für die Beförderungen außergewöhnlicher Sendungen                                                         |
| 18          | Merkschilder |
| 19          | Fahrtbericht |
| 20          | Bedieneinrichtung an der Schnittstelle ESTW-ZLB                                                                        |
| 21          | leer |
| 22          | Bremstafeln |
| 23          | Handgebremste Züge oder Zugteile                                                                                       |

### Anhänge
| Anhang-Nr. |                                                           |
| ---------- | --------------------------------------------------------- |
| I          | leer                                                      |
| II         | leer                                                      |
| III        | leer                                                      |
| IV         | Muster für Aushangtafel „Bewegen von Eisenbahngüterwagen“ |